# Косма (Кирьо)
Епископ Косма Ки́рьо (алб. Kozma Qirjo; 11 октября 1921, Бестрова — 11 августа 2000) — епископ Албанской Православной Церкви, епископ Аполлонийский, викарий Тиранской епархии.

## Биография
Родился 11 октября 1921 года в бедной православной семье в деревне Бестрова близ Влёры, Албания.
Окончил начальную школу в родной деревне. В дальнейшем занимался самообразованием. В возрасте 23 лет решил принять монашество и отправился за духовным советом к Виссариону (Джувани). Однако по просьбе матери он изменил решение и женился.
Его друзья, видя его благочестие и стремление служить Церкви, стали просить архиепископа Виссариона рукоположить его в священный сан.
25 апреля 1945 года в церкви святого Власия во Влёре был рукоположён в сан диакона, а 29 апреля в церкви святой Кириакии в Нарте — в сан священника. Служил священником в соборе святого Фомы во Влёре.
Хотя церкви в стране закрылись в 1967 году, он не прекратил священствовать. Несмотря на грозившие за это жестокие наказания, он обходил каждый дом в деревне, крестя и причащая верующих; совершал тайные крещения приходивших к нему искателей.
Когда в конце 1980-х годов государственный запрет на религию был снят, деятельно способствовал возрождению церквей по всей Албании. В 1989 году становится секретарём Бератской епархии. Состоял членом Общего совета по восстановлению церквей Албании. По прибытии в Албанию архиепископа Анастасия сделался его близким помощником.
18 июля 1998 года решением Священного Синод был избран епископом Аполлонийским, викарием архиепископа Тиранского. При этом не был пострижен в монашество и возведён в сан архимандрита.
23 июля 1998 года в Благовещенском соборе Тираны был хиротонисан во епископа Аполлонийского. Хиротонию совершили архиепископ Тиранский и всей Албании Анастасий, митрополит Бератский Игнатий (Триантис) и митрополит Корчинский Иоанн (Пелуши).
Будучи в преклонном возрасте, он принял архиерейское служение, благодаря чему стало возможным сформировать Синод Албанской Православной Церкви из четырёх архиереев. Нёс архиерейское служение до последних дней жизни.
Скончался 11 августа 2000 года. Отпевание епископа Козьмы состоялось 12 августа 2000 года в соборе святого Фомы во Влёре, где он служил священником в течение многих лет до начала религиозных гонений. Погребён в родной деревне Бестрова.